# キュービックプラザ新横浜

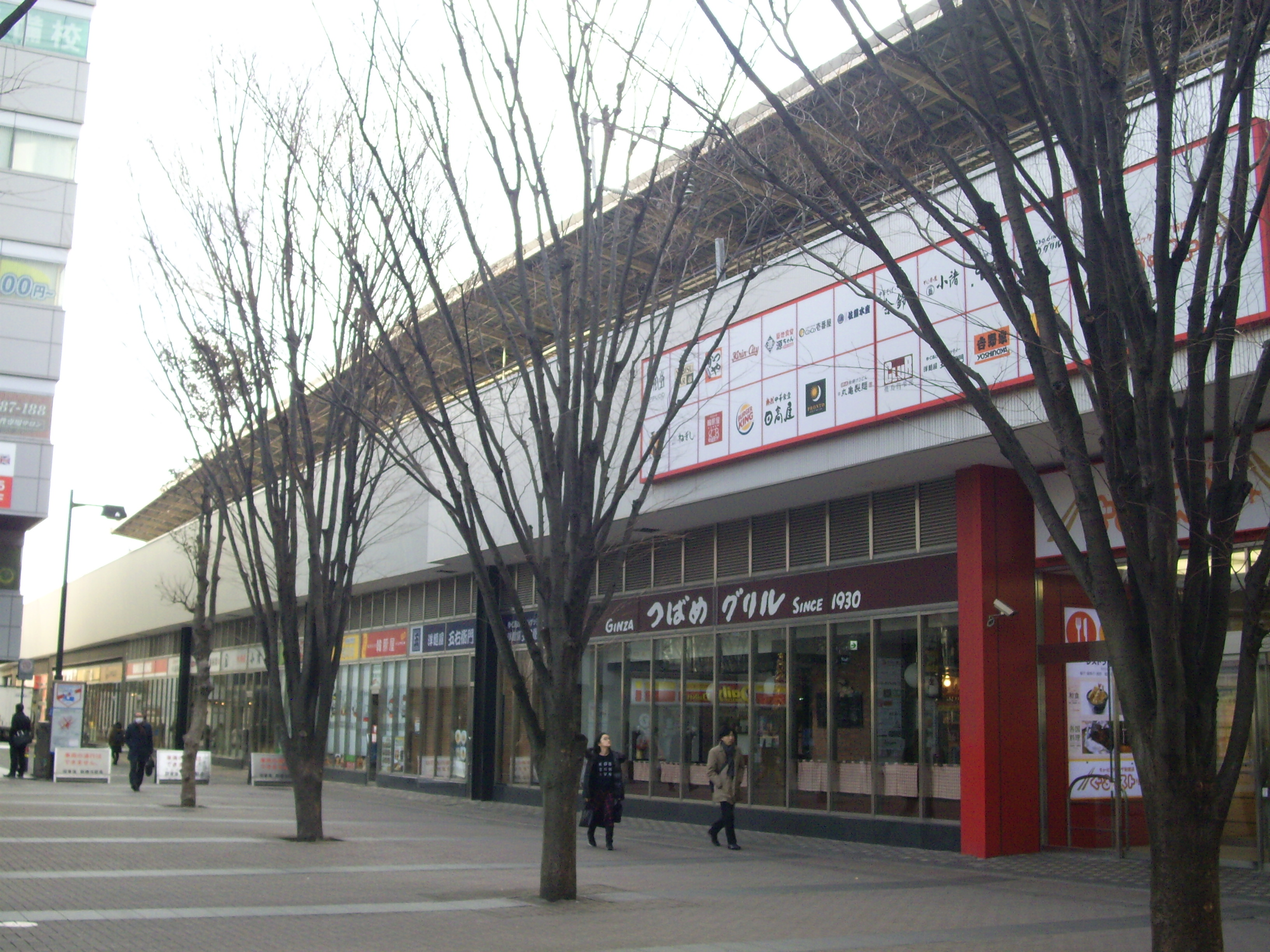
新幹線ホーム直下の別館「ぐるめストリート」

キュービックプラザ新横浜（キュービックプラザしんよこはま）は、新横浜駅（神奈川県横浜市港北区新横浜二丁目）の駅ビル。東海旅客鉄道（JR東海）100%子会社の新横浜ステーション開発株式会社が運営する。2008年3月26日に開業した。

## 概要
新横浜駅北西側の地上19階、地下4階建て、高さ約75メートルの複合駅ビル「新横浜中央ビル」のうち10階までの下層階に入る（上層階にはホテルアソシア新横浜やオフィスが入る）。
また新横浜駅・新幹線高架下には1987年7月からASTY新横浜がオープンしていたが、2008年3月のキュービックプラザ新横浜の開業後はその一部となり、2012年秋からは飲食店ゾーン「ぐるめストリート」として運営されている。
開業時の2008年3月26日から施設の3階と4階西側エリアは髙島屋（大阪市）が運営。「タカシマヤフードメゾン新横浜店」となっていたが、契約期間満了により2023年2月で営業を終了した。その後、3階と4階西側エリアはリニューアルされ22店舗が入るテナントとして2023年12月にリニューアルオープンすることになった。

## 入居する店舗
- ユニクロ[7]
- GU[8]
- Fit Care Express[9]
- 3COINS[10]
- クリスピー・クリーム・ドーナツ[11]
- スターバックス[12]
- 神戸屋キッチン[13]
- つばめグリル[14]
- ビックカメラ[15]
- ホテルアソシア新横浜

など
キュービックプラザ新横浜ポイントカード会員やエクスプレス予約の会員であることを証明するもの、当日の横浜アリーナでのイベントのチケットを提示すると特典や割引サービスが受けられる店舗も存在する。

## 交通アクセス
- 新横浜駅直結[17]
  - 東海道新幹線（JR東海）
  - 横浜線（JR東日本）
  - 横浜市営地下鉄ブルーライン
  - 相鉄新横浜線
  - 東急新横浜線